# Сборная Канады по футболу (до 17 лет)
Сборная Канады по футболу до 17 лет(англ.Canada national under-17 football team) национальная футбольная команда, представляющая Канаду в юношеских международных турнирах, за которую имеют право выступать игроки до 17 лет.

## Достижения

### Командные достижения
Чемпионат КОНКАКАФ до 17 лет
- Второе место на чемпионате КОНКАКАФ среди команд до 17 лет: 2011

Чемпионат КОНКАКАФ до 16 лет
- Третье место на чемпионате КОНКАКАФ среди команд до 16 лет: 1985, 1988, 1992, 1994, 2013